# 王規 (南朝)
王規（492年—536年），字威明，琅邪临沂人，南朝齐、梁官员。
金紫光祿大夫南昌安侯王騫之子，八岁丧母，徐孝嗣見到他，稱之为孝童。叔父王暕认为王規是家中的千里駒。王規十二岁略通五经大義。长大后口才也好。举州秀才，任郡主簿。
初任秘書郎，历任太子舍人、安右南康王主簿、太子洗馬。天監十二年（513年），改築太極殿，王規作《新殿賦》献给梁武帝。担任秘書丞，历任太子中舍人、司徒左西属、从事中郎。普通元年（520年），晋安王蕭綱出爲南徐州刺史，以王規为僚属，担任雲麾諮議参軍。很久以后，担任新安郡太守。普通三年（522年），父亲王騫去世，王規辞職服喪。喪除，襲封南昌县侯，担任中書黄門侍郎。梁武帝命他和殷鈞、王錫、張緬为昭明太子近侍，受到太子礼遇。湘東王蕭繹担任丹陽尹，集朝士宴会，命王規为酒令。王規从容对答「自晋南渡江左以來，未有茲舉」。蕭琛、傅昭在坐，都赞同他的话。
普通六年（525年），武帝在文徳殿为广州刺史元景隆饯行。宴会上，武帝命群臣用五十韻賦詩。王規作詩迅速，文辞优美，被武帝赞赏，即日任命为侍中。大通三年（529年），王規转任五兵尚書。不久領步兵校尉。同年。陳慶之北伐，占領洛陽、官员都向武帝稱賀。王規退出宫廷说「道家有云：非爲功難，成功難也。羯寇遊魂，爲日已久，桓溫得而復失，宋武竟無成功。我孤軍無援，深入寇境，威勢不接，饋運難繼，將是役也，爲禍階矣」。不久，洛陽梁軍大敗，王規言中。
中大通二年（530年），王規出爲貞威将軍、驃騎晋安王長史。中大通三年（531年）立晋安王蕭綱为皇太子，王規担任吳郡太守。主書芮珍宗家在吳郡，以前太守都和他保持良好关系。王規却对芮珍宗冷淡，芮珍宗到建康，密奏：「不理郡事」。王規被召還建康，担任左民尚書。吳郡官民一千人到建康宮阙請让王規留任，武帝没有同意。
王規以本官領右軍将軍，没有就任，而任散騎常侍、太子中庶子、兼步兵校尉。王規称病为由没有受任、在鍾山宗熙寺築室而居。大同二年（536年）去世。享年四十五岁。追贈散騎常侍、光禄大夫，諡章。著有《注续漢書》200卷、《文集》20卷。其子王褒。